# Lastna vrednost
Lástna vrédnost linearne preslikave A je v linearni algebri po definiciji tak skalar λ, pri katerem je za neničelni vektor {\displaystyle {\vec {\mathbf {x} }}\,} izpolnjena karakteristična enačba:
{\displaystyle A{\vec {\mathbf {x} }}=\lambda {\vec {\mathbf {x} }}\!\,.}
Takšen vektor {\displaystyle {\vec {\mathbf {x} }}\,} se imenuje lastni vektor.